# St. Nikolai (Dippoldiswalde)

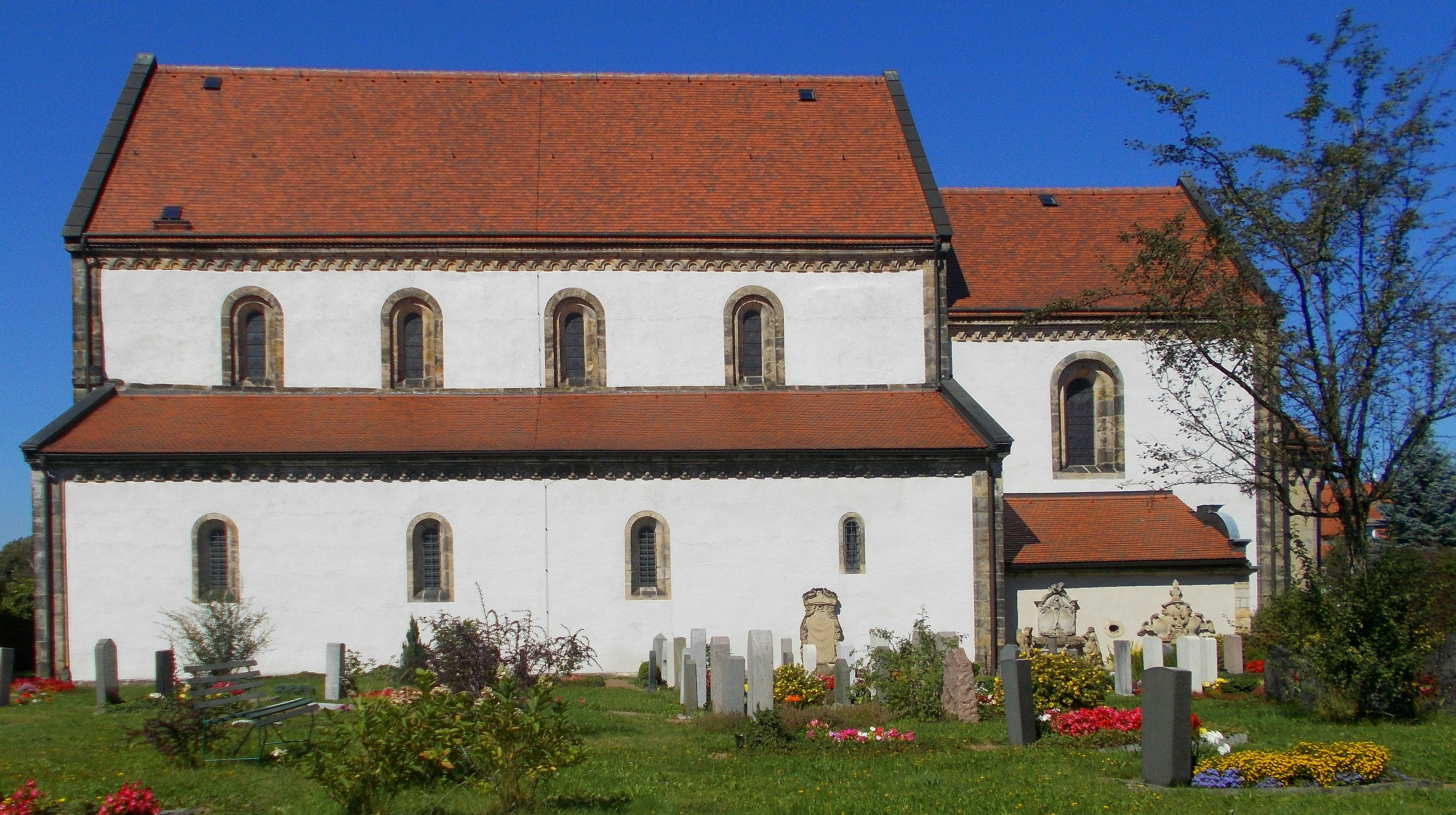
Nikolaikirche Dippoldiswalde

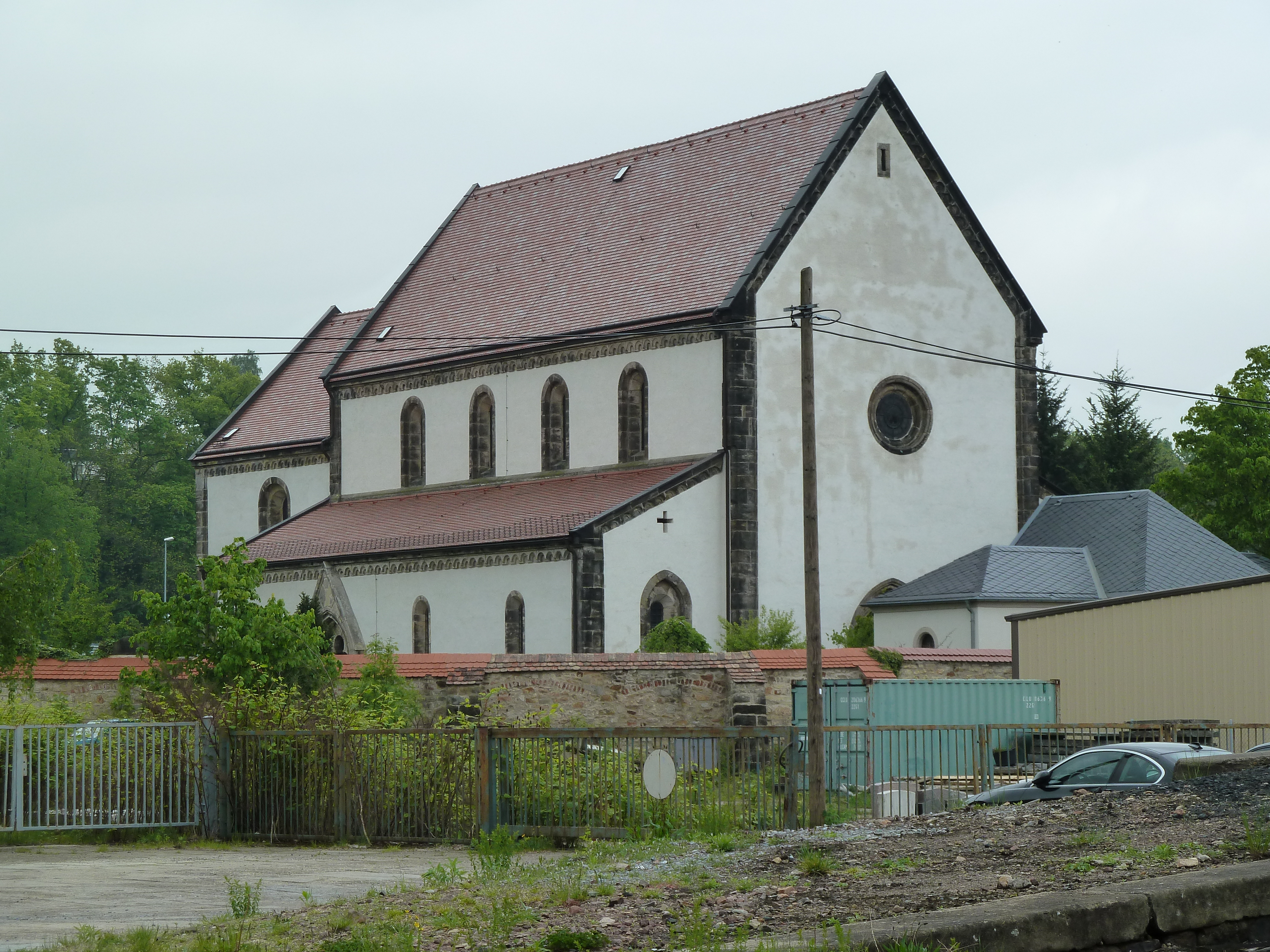
Nordwestansicht

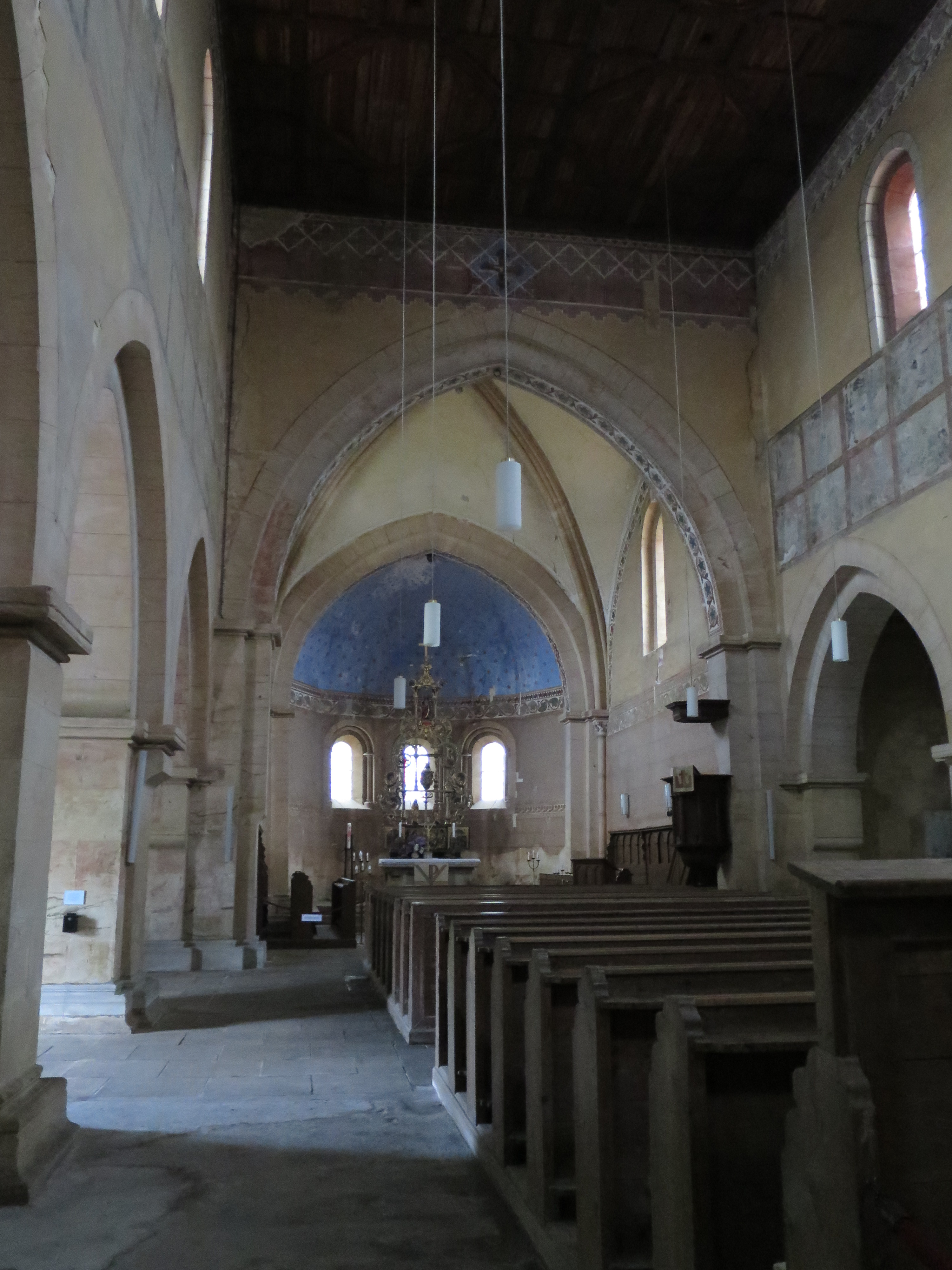
Innenansicht

Die Kirche St. Nikolai ist eine dreischiffige spätromanisch-frühgotische Basilika und befindet sich auf dem Friedhof in der Unterstadt von Dippoldiswalde.

## Geschichte
Aus der Gründungszeit von Dippoldiswalde (erste urkundliche Erwähnung 1218) sind zwei steinerne Kirchenbauten bekannt, die Marienkirche in der Oberstadt (Bergbausiedlung) oberhalb der Weißeritz und die Nikolaikirche im Waldhufendorf in der Weißeritzaue.
Die Nikolaikirche wurde in der ersten Hälfte des 13. Jahrhunderts erbaut, sie ist in den folgenden Jahrhunderten kaum baulich verändert worden und diente schon im Jahr 1602 als Friedhofskirche. In den Jahren 1882–1883 ist die Kirche durch den Architekten und Kirchenbaumeister Gotthilf Ludwig Möckel restauriert worden. Sie wurde im Stile der Zeit gestaltet und ist ein Beispiel für die Interpretation eines mittelalterlichen Raumes im 19. Jahrhundert. In den Jahren 1995 und 1996 erfolgten denkmalpflegerische Untersuchungen.
Die Nikolaikirche beherbergt Zeugnisse mittelalterlicher Kunst, z. B. eine Skulptur des heiligen Nikolaus. Außerdem sind hier die Denkmäler für die Opfer der beiden Weltkriege aufgestellt. Von kunsthistorischer Bedeutung sind die Fresken aus dem 13. oder 14. Jahrhundert mit Bilderzyklen, die ursprünglich an der Nord- und Südwand angeordnet waren. An der Südwand sind sie noch heute in zwei Reihen zu je 15 Fresken zu sehen. Die obere Reihe gibt Szenen aus der Ostergeschichte wieder, in der unteren Reihe sind Szenen aus dem Leben des heiligen Nikolaus dargestellt, unter anderem sind dies:
- die Goldgeschenke an die drei Jungfrauen (Mitgiftspende mit drei goldenen Kugeln – Heiligenattribut)
- die Rettung von unschuldig Verurteilten vor der Hinrichtung (Stratelatenwunder oder Feldherrnwunder)
- eine Kindheitsgeschichte des heiligen Nikolaus (Wannen- oder Säuglingswunder)

Der Bilderzyklus an der Nordwand ist heute überputzt und dadurch nicht mehr sichtbar.
Der spätgotische Schnitzaltar besteht aus Resten eines ehemaligen Flügelaltars vom Anfang des 16. Jahrhunderts, 1839 wird dieser bereits in seiner jetzigen zusammengestellten Form sehr alt und  vergoldet beschrieben, 1880 ist der Altar auf einer Zeichnung zu sehen. Ursprünglich soll er in der Stadtkirche gestanden haben, da auf ihm der hl. Laurentius zu sehen ist, dem Patron der Stadtkirche. Vergleichbare Altäre finden sich in der Kirche Höckendorf und der Kirche Seifersdorf.
Ein interessanter Vergleich besteht zur Kunigundenkirche in Borna, sowohl hinsichtlich Alter, Bauweise, Lage, Nutzung und Verhältnis zur Stadtkirche. In beiden Fällen ist die Stadtkirche eine Marienkirche.